# شاگرات
شاگرات (انگلیسی: Shagrath؛ زادهٔ ۱۸ نوامبر ۱۹۷۶) موسیقی‌دان، خواننده-ترانه‌پرداز اهل نروژ است. وی از سال ۱۹۹۲ میلادی تاکنون مشغول فعالیت بوده‌است.